# Gagyvendégi
Gagyvendégi este un sat în districtul Szikszó, județul Borsod-Abaúj-Zemplén, Ungaria, având o populație de 226 de locuitori (2011). 

## Demografie
Componența etnică a satului Gagyvendégi
     Maghiari (81,92%)
     Romi (16,92%)
     Slovaci (1,15%)
Componența confesională a satului Gagyvendégi
     Romano-catolici (40,71%)
     Reformați (25,66%)
     Greco-catolici (19,03%)
     Fără religie (2,21%)
     Necunoscută (12,39%)
Conform recensământului din 2011, satul Gagyvendégi avea 226 de locuitori. Din punct de vedere etnic, majoritatea locuitorilor (81,92%) erau maghiari, existând și minorități de romi (16,92%) și slovaci (1,15%). Nu există o religie majoritară, locuitorii fiind romano-catolici (40,71%), reformați (25,66%), greco-catolici (19,03%) și persoane fără religie (2,21%). Pentru 12,39% din locuitori nu este cunoscută apartenența confesională.